# Ja, Zoo
Ja, Zoo är ett album av Hideto Matsumoto som släpptes november 21, 1998.

## Låtlista
| Nr           | Titel                               | Längd |
| ------------ | ----------------------------------- | ----- |
| 1.           | Spread Beaver                       | 3:24  |
| 2.           | Rocket Dive                         | 3:41  |
| 3.           | Leather Face                        | 4:05  |
| 4.           | Pink Spider                         | 3:42  |
| 5.           | Doubt '97 (Mixed Lemoned Jelly Mix) | 3:53  |
| 6.           | Fish Scratch Fever                  | 3:46  |
| 7.           | Ever free                           | 3:39  |
| 8.           | Breeding                            | 5:02  |
| 9.           | Hurry Go Round                      | 5:30  |
| 10.          | Pink Cloud Assembly                 | 21:42 |
| Total längd: | Total längd:                        | 53:24 |